# River Tanji
River Tanji är ett vattendrag i Gambia som mynnar i Atlanten. Det rinner genom regionen West Coast, i den västra delen av landet, 26 km väster om huvudstaden Banjul. Avrinningsområdet är 145 km² stort. Området runt mynningen är ett fågelskyddsområde.